# Рождественка (Иркутская область)
Рождественка — село в Тайшетском районе Иркутской области России. Административный центр Рождественского муниципального образования. Находится примерно в 28 км к юго-западу от районного центра.

## Население
По данным Всероссийской переписи, в 2010 году в селе проживали 444 человека (213 мужчин и 231 женщина).